# Яковлєв Аркадій Леонідович
Аркадій Леонідович Яковлєв (12 квітня 1917, Одеса — дата смерті невідома) — український радянський графік; член Спілки радянських художників України.

## Біографія
Народився 12 квітня 1917 року в місті Одесі (нині Україна). 1948 року закінчив Одеське художнє училище, де навчався у Леоніда Мучника, Івана Беспалова.
Мешкав в Одесі в будинку на вулиці Куйбишева, № 17/19, квартира № 8.

## Творчість
Працював у галузі станкової графіки. Серед робіт:
- «Зима» (1955, офорт)[1];
- «Колгоспний двір» (1955, ліногравюра)[1];
- «Зима» (1955, ліногравюра)[1];
- «Після завірюхи» (1955, ліногравюра)[1];
- «Тіні на снігу» (1955, ліногравюра)[1];
- «Синя ніч» (1960);
- «Шпаківні чекають» (1964);
- «Полудень» (1968);
- «Біля входу до Смольного» (1969);
- «Будинок Ради робітничих, солдатських і селянських депутатів в Одесі у перші дні Радянської влади» (1969).

Брав участь в обласних виставках з 1955 року, республіканських — з 1959 року, всесоюзних — з 1958 року, зарубіжних — з 1965 року.